# Saint-Perdon
Saint-Perdon é uma comuna francesa na região administrativa da Nova Aquitânia, no departamento Landes. Estende-se por uma área de 30,26 km². Em 2010 a comuna tinha 1 765 habitantes (densidade: 58,3 hab./km²).